# Phoenix Force
Phoenix Force é um jogo desenvolvido pela empresa brasileira Awoker Games, financiado pela Microsoft e disponível para Windows Phone 8, Android e Windows.
O jogo é do gênero Shoot'em Up com apenas os chefões, ou seja, inimigos em menor número, porém resistentes, e conta a história de como as Fênixes salvaram a Terra após um evento catastrófico que eliminou a vida no planeta e trouxe monstros para todos os continentes.

## Jogabilidade
Em Phoenix Force, o jogador controla uma fênix que deve atirar bolas de fogo nos chefes, que inundam a tela com projéteis. Em níveis mais difíceis, o jogo se assemelha a um bullet hell, dentro dos padrões de dificuldade para um jogo que utiliza uma tela sensível ao toque como único método de controle.

## Desenvolvimento
Phoenix Force é o 26º jogo da Awoker Games e o nono jogo do gênero shooter. Foi desenvolvido utilizando a framework opensource MonoGame. O desenvolvimento começou em Agosto de 2013, o financiamento de 20 mil euros foi obtido em Novembro do mesmo ano e o lançamento ocorreu em 10 de Março de 2014.

## Recepção
A avaliação média dos jogadores dentro da loja é de 4.80/5.00 estrelas com mais de 20.000 avaliadores e 220 mil downloads.

## Ligações Externas
- Página na Windows Phone Store
- Site Oficial
- Artigo em Windows Phone Central
- Artigos no site WPMobi